# Gran Premio Dobrich
El Gran Premio Dobrich (oficialmente: Grand Prix Dobrich) fueron dos carreras ciclistas profesionales de un día búlgaras, agrupadas bajo un mismo nombre común, que se disputaban en Dobrich y sus alrededores. El número que acompañaba a cada carrera identifica al orden por el que se disputan.
Se disputaron en 2012 formando parte del UCI Europe Tour, dentro de la categoría 1.2 (última categoría del profesionalismo).

## Palmarés

### Gran Premio Dobrich I
| Año  | Ganador                 | Segundo           | Tercero            |
| ---- | ----------------------- | ----------------- | ------------------ |
| 2012 | Martin Grashev Mladenov | Nebojša Jovanović | Ali Rıza Tanrıverd |

### Gran Premio Dobrich II
| Año  | Ganador                | Segundo       | Tercero           |
| ---- | ---------------------- | ------------- | ----------------- |
| 2012 | Stefan Koychev Hristov | Vladimir Koev | Krisztián Lovassy |

## Palmarés por países

### Palmarés de los trofeos por países
| País     | Victorias |
| -------- | --------- |
| Bulgaria | 1         |

| País     | Victorias |
| -------- | --------- |
| Bulgaria | 1         |

## Estadísticas
| País                    | Victorias |
| ----------------------- | --------- |
| Martin Grashev Mladenov | 1         |
| Stefan Koychev Hristov  | 1         |

| País     | Victorias |
| -------- | --------- |
| Bulgaria | 2         |